# Libro dei canti (Heine)
Il Libro dei canti (Buch der Lieder) è stato la prima grande raccolta di poesie di Heinrich Heine. La prima edizione è stata pubblicata ad Amburgo nel 1827 dalla casa editrice Hoffmann und Campe.

## Antefatto
Il Libro dei canti è una raccolta di poesie ordinate cronologicamente che contiene per la maggior parte poesie che erano già state pubblicate ma ne presenta anche otto inedite. In una lettera del 16 novembre 1826 a Friedrich Merckel, Heinrich Heine scrive:
"Alcuni amici insistono affinché io pubblichi una raccolta di poesie ordinate cronologicamente e accuratamente selezionate e credono che diverrà popolare come quelle di Bürger, Goethe, Uhland etc. A questo proposito, Varnhagen mi sta dando alcune regole. Vi inserirei parte delle mie prime liriche [...] non ho interesse a ricavarvi nemmeno uno scellino, le uniche cose di cui mi voglio preoccupare sono il basso costo del libro e gli altri requisiti necessari a renderlo popolare, sarei felice di dimostrare ai massoni e a Dümmler che so cavarmela da solo, e questa diverrebbe la mia opera principale e fornirebbe un ritratto psicologico di me stesso, le mie cupe e serie poesie giovanili, l'Intermezzo  legato a il Ritorno (Heimkehr), poesie genuine e floride, come quelle tratte da Dal giro nel Harz e alcune liriche nuove e per concludere tutti i colossali epigrammi.
Cerca di capire se a Campe non dispiacerebbe un progetto del genere, e se pensa che un libro del genere - questa non sarebbe infatti una comune raccolta di poesie - possa avere un buon riscontro"
L'editore Julius Campe era inizialmente contrario al libro, ma poi se ne convinse.

## Struttura

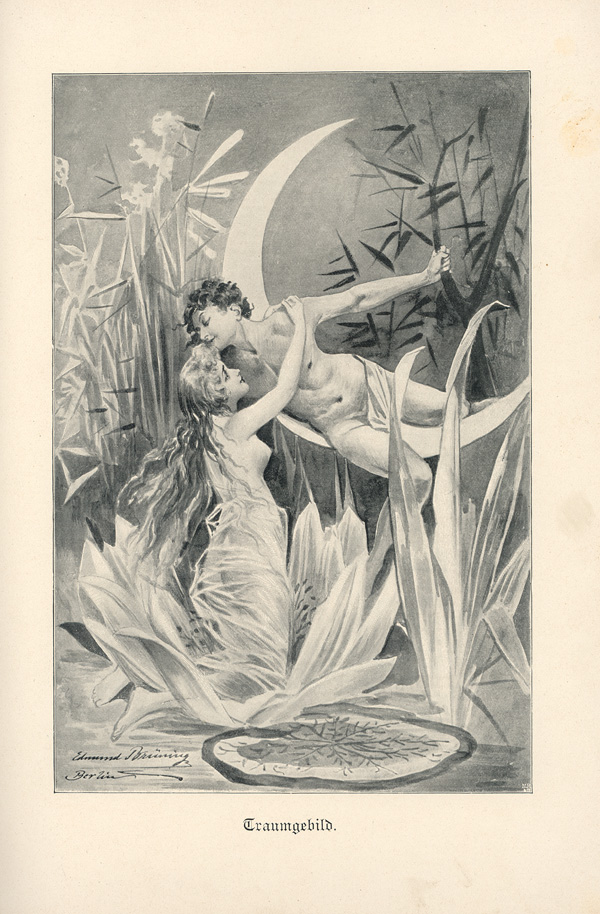
Illustrazione di Edmund Brüning per Il fiore di Loto è impaurito, tratto da Intermezzo lirico.

Il Libro dei canti è composto da diversi cicli:
- Dolori giovanili, composto da Visioni di sogno, Canti, Romanze e Sonetti
- Intermezzo lirico
- Ritorno
- Dal giro nel Harz
- Il Mare del Nord composto da Primo ciclo e Secondo ciclo.

Tutti i cicli erano già stati pubblicati con titoli differenti:
- Dolori giovanili: Poesie, Berlino 1822, Mauerische Buchhandlung
- Intermezzo lirico: Tragedie con un intermezzo lirico, Berlino 1823, Ferdinand Dümmler
- Ritorno, Dal giro nel Harz, Il Mare del nord, Primo ciclo: Impressioni di viaggio, Prima parte, Amburgo 1826, Hoffmann und Campe
- Il Mare del nord, Secondo ciclo: Impressioni di viaggio, Seconda parte, Amburgo 1827, Hoffmann und Campe.

In totale il Libro dei canti contiene 237 poesie. Solo 8 di queste erano inedite: molte infatti erano già state pubblicate su alcune riviste prima di essere inserite nei cicli. Alcune erano già alla quarta ristampa.
Ciononostante il Libro dei canti riscosse un notevole successo e ne furono pubblicate diverse edizioni.

## Contenuto

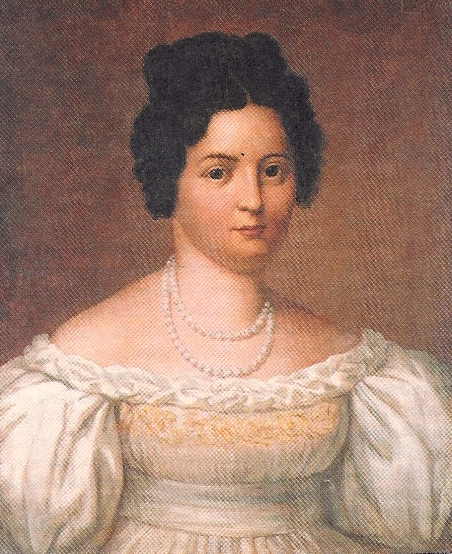
Amalie Heine

Il Libro dei canti contiene alcune delle prime poesie di Heine, scritte tra il 1817 e il 1826. Passarono quasi 20 anni prima della pubblicazione della sua seconda grande raccolta di poesie intitolata Nuove Poesie, nel 1844. A questa seguì nel 1851 il Romanzero, terza e ultima raccolta.
La satira politica tipica di Heine, presente per esempio in Germania fiaba d'inverno, non trova molto spazio nel Libro dei canti: il tema centrale di 142 delle 237 poesie è piuttosto l'amore infelice. Si vedano per esempio i sentimenti di Heine per la cugina Amalie e successivamente per la sorella di quest'ultima, di sette anni più giovane, entrambe figlie di Salomon Heine. Heine esprime questa sua interpretazione in una lettera del 10 giugno 1823 indirizzata a Karl Immermann:
"La cosa che mi addolora di più è quando si vuol spiegare lo spirito delle mie poesie partendo dalla storia (Voi sapete a cosa mi riferisco con questa parola) di colui che le ha composte. È stato per me amaro e doloroso il momento in cui ieri, leggendo la lettera di un mio conoscente, ho constatato come lui abbia voluto ricostruire la mia intera essenza poetica partendo da storielle sentite qua e là, e abbia espresso disdicevoli osservazioni sulla concezione della vita, orientamento politico, religione etc. Se fosse stato detto qualcosa di simile in pubblico mi sarei profondamente indignato e sono davvero felice che nulla di simile sia mai successo. Per quanto la storia di un poeta possa facilmente fornire spiegazioni sulla sua poesia, per quanto si possa facilmente dimostrare che l'orientamento politico, la religione, le antipatie personali, i pregiudizi e il suo passato influiscono davvero sulla sua poesia, tuttavia non bisogna farvi riferimento, soprattutto mentre il poeta è ancora in vita. Si deflora in un certo qual modo la poesia, si lacera il velo misterioso stesso se quell'influsso della storia che si dimostra è davvero presente; si deturpa la poesia se si ha erroneamente fantasticato sul poeta. E spesso quanto poco combaciano la struttura esterna della nostra storia e la nostra vera storia personale. Per lo meno, le mie non combacerebbero mai."
Il Libro dei canti contiene tuttavia anche poesie a tema politico. Infatti Donna Clara è una critica all'antisemitismo del tempo. Tra le poesie più conosciute troviamo I granatieri, Lorelei e I vecchi canti, i torbidi.

## Censura
Per tutta la sua vita, e già con il Libro dei canti, Heine ha avuto problemi con la censura. Tuttavia in questo caso non tanto per ragioni politiche, ma per l'uso di parole ed espressioni che erano considerate oscene. Infatti, per esempio, l'inizio di una poesia che nella prima edizione recitava
Sul tuo seno niveo,
Il mio capo ho posto
fu in seguito modificato in
Sulla tua spalla nivea,
Il mio capo ho appoggiato
Allo stesso modo le poesie furono criticate per l'uso di un linguaggio troppo volgare. Un esempio con una serie di espressioni di questo genere è il sonetto Qua la maschera; voglio camuffare.

## Edizioni
Alla prima edizione del 1827 ne seguirono altre 11. Le prime cinque edizioni furono curate da Heine. Le date di pubblicazione furono:
1. 1827
2. 1837
3. 1839
4. 1841
5. 1844 (Ultima edizione curata da Heine)
6. 1847
7. 1849
8. 1851
9. 1851 (Edizione con miniature)
10. 1852 (Edizione con miniature)
11. 1853 (Edizione con miniature)
12. 1855 (Edizione con miniature)

## Rilevanza per il presente
In tutte le opere di Heine, inclusa la significativa edizione Düsseldorfer Heine-Ausgabe, le poesie giovanili vengono sempre indicate con il nome "Libro dei canti". Le poesie che non rientrano nel Libro dei canti si trovano in appendice. Dopo le ultime pubblicazioni le poesie non furono più riordinate.